# Classe Kaiser Max (1862)
A Classe Kaiser Max foi uma classe de ironclads operada primeiro pela Marinha Austríaca e depois pela sucessora Marinha Austro-Húngara, composta pelo SMS Kaiser Max, SMS Don Juan d'Austria e SMS Prinz Eugen. Suas construções começaram no final de 1861 nos estaleiros da Stabilimento Tecnico Triestino, foram lançados ao mar em meados de 1862 e comissionados na frota em 1863. O projeto dos navios foi preparado pelo engenheiro naval Josef von Romako e era muito baseado na predecessora Classe Drache, porém maiores, com motores mais potentes e com um maior número de canhões. Entretanto, também eram muito instáveis e com navegabilidade ruim.
Os três ironclads da Classe Kaiser Max eram equipados com um armamento principal composto por dezesseis canhões de 48 libras e quinze canhões de 24 libras. Tinham um comprimento entre perpendiculares de setenta metros, uma boca de dez metros, um calado de seis metros e um deslocamento de mais de três mil toneladas. Seus sistemas de propulsão eram compostos por três mastros de vela e várias caldeiras a carvão que alimentavam um motor a vapor, que por sua vez girava uma hélice até uma velocidade máxima de onze nós (vinte quilômetros por hora). Os navios também eram protegidos por um cinturão principal de blindagem com espessura máxima de 110 milímetros.
O Don Juan d'Austria atuou no Mar do Norte na Guerra dos Ducados do Elba em 1864, mas não entrou em combate. Os três navios participaram em 1866 da Guerra Austro-Prussiana e estavam presentes na Batalha de Lissa contra a Itália, infligindo poucos danos contra os inimigos e também não sendo eles próprios muitos danificados. Foram modernizados depois disso, mas pouco fizeram pelo restante de suas carreiras. Se deterioraram bastante até o início da década de 1870, com dinheiro sendo aprovado para modernizá-los. Entretanto, foram desmontados, com o dinheiro para as reformas mais seus motores e placas de blindagem sendo usados na construção de três novos navios.

## Desenvolvimento
O lançamento do francês Gloire, o primeiro ironclad do mundo, iniciou uma corrida armamentista naval entre as principais potências europeias. A Marinha Austríaca começou um grande programa de construção de ironclads sob a direção do contra-almirante arquiduque Fernando Maximiliano, irmão do imperador Francisco José I. Os primeiros dois navios, aqueles da Classe Drache, foram encomendados às pressas em resposta à construção de duas embarcações similares pela Marinha do Reino da Sardenha em 1860, iniciando a corrida armamentista naval austro-italiana. A Sardenha no ano seguinte unificou a maior parte da Itália, com a expandida Marinha Real Italiana se transformando na maior ameaça da Áustria. Entretanto, Fernando Maximiliano ainda precisava convencer o Conselho Imperial a autorizar mais dinheiro para a expansão da Marinha Austríaca por meio da construção de novos navios a fim de fazer frente à Marinha Real.
O arquiduque publicou um memorando no início de 1861 delineando sua proposta de construção. Ele argumentou que o advento dos ironclads tinha deixado navios com cascos de madeira obsoletos e consequentemente colocado todas as potências navais do mundo em nível de igualdade. Fernando Maximiliano afirmou que Áustria poderia alcançar uma frota um terço do tamanho da Marinha Imperial Francesa, então a segunda maior do mundo, com nove ironclads. Isto seria mais do que suficiente para derrotar a Marinha Real e transformaria a Áustria em uma aliada atraente para o Reino Unido, o tradicional rival da França. Fernando Maximiliano pediu dinheiro para três ironclads para o ano discal de 1862, além de dinheiro para a conversão das fragatas a vela SMS Novara e SMS Schwarzenberg em fragatas a vapor. O Conselho Imperial rejeitou a proposta, mas em outubro Francisco José interveio e autorizou a encomenda de novos navios, que se tornaram a Classe Kaiser Max. O projeto foi preparado pelo engenheiro naval Josef von Romako, o Diretor de Construção Naval. Os navios eram baseados na predecessora Classe Drache, porém maiores, com motores mais poderosos e um número maior de canhões.

## Características

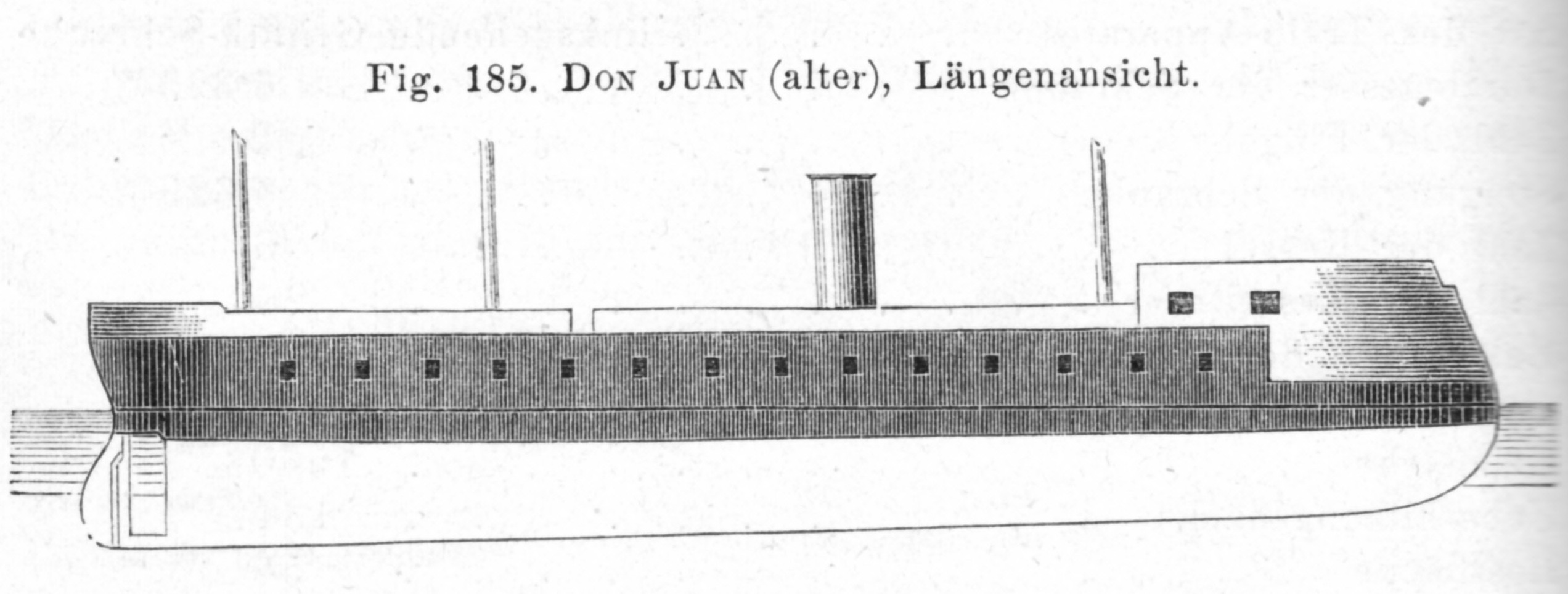
Desenho do Don Juan d'Austria

Os navios da Classe Kaiser Max tinham 70,78 metros de comprimento entre perpendiculares, uma boca de dez metros e um calado médio de 6,32 metros. Seus deslocamentos eram de 3 646 toneladas. Seus cascos eram feitos de madeira e tinham uma proa que respingava muita água, assim todas acabaram sendo reconstruídas em 1867. Cada navio originalmente tinha uma figura de proa, mas estas foram removidas durante as reconstruções. Todavia, seu projeto era falho e os navios eram muito instáveis, arfando consideravelmente e tendo uma navegabilidade muito ruim. Suas tripulações eram formadas por 386 oficiais e marinheiros.
O sistema de propulsão consistia em um motor a vapor horizontal de expansão única com dois cilindros que girava uma hélice. Eram equipados com caldeiras a carvão, mas informações sobre seu número e tipo exatos não sobreviveram, mas sua exaustão ocorria por uma chaminé localizada à meia-nau. O sistema tinha uma potência indicada de 1,9 mil cavalos-vapor (1,4 mil quilowatts) para uma velocidade máxima de onze nós (vinte quilômetros por hora). O Kaiser Max conseguiu alcançar 11,4 nós (21,1 quilômetros por hora) a partir de 1 953 cavalos-vapor (1 436 quilowatts) durante seus testes marítimos, porém o Don Juan d'Austria chegou a apenas nove nós (dezessete quilômetros por hora). Os três também tinha três mastros de vela para suplementar seus motores.
Os navios da Classe Kaiser Max eram ironclads de bateria lateral. O Kaiser Max e o Prinz Eugen foram armados com uma bateria principal dezesseis canhões antecarga de 48 libras, enquanto o Don Juan d'Austria tinha catorze canhões do mesmo tipo. Os três tinham quinze canhões antecarga de 24 libras fabricados pela sueca Wahrendorff. Também levavam um canhão de doze libras e um de seis libras. As embarcações foram rearmadas em 1867 com doze canhões antecarga de 178 milímetros fabricados pela britânica Armstrong mais dois canhões de 76 milímetros. Seus cascos tinham um cinturão de blindagem feito de ferro forjado com 110 milímetros de espessura.

## Navios
| Navio              | Construtor                     | Batimento       | Lançamento          | Comissionamento | Destino             |
| ------------------ | ------------------------------ | --------------- | ------------------- | --------------- | ------------------- |
| Kaiser Max         | Stabilimento Tecnico Triestino | outubro de 1861 | 14 de março de 1862 | 1863            | Desmontados em 1873 |
| Don Juan d'Austria | Stabilimento Tecnico Triestino | outubro de 1861 | 26 de julho de 1862 | 1863            | Desmontados em 1873 |
| Prinz Eugen        | Stabilimento Tecnico Triestino | outubro de 1861 | 14 de junho de 1862 | março de 1863   | Desmontados em 1873 |

## História

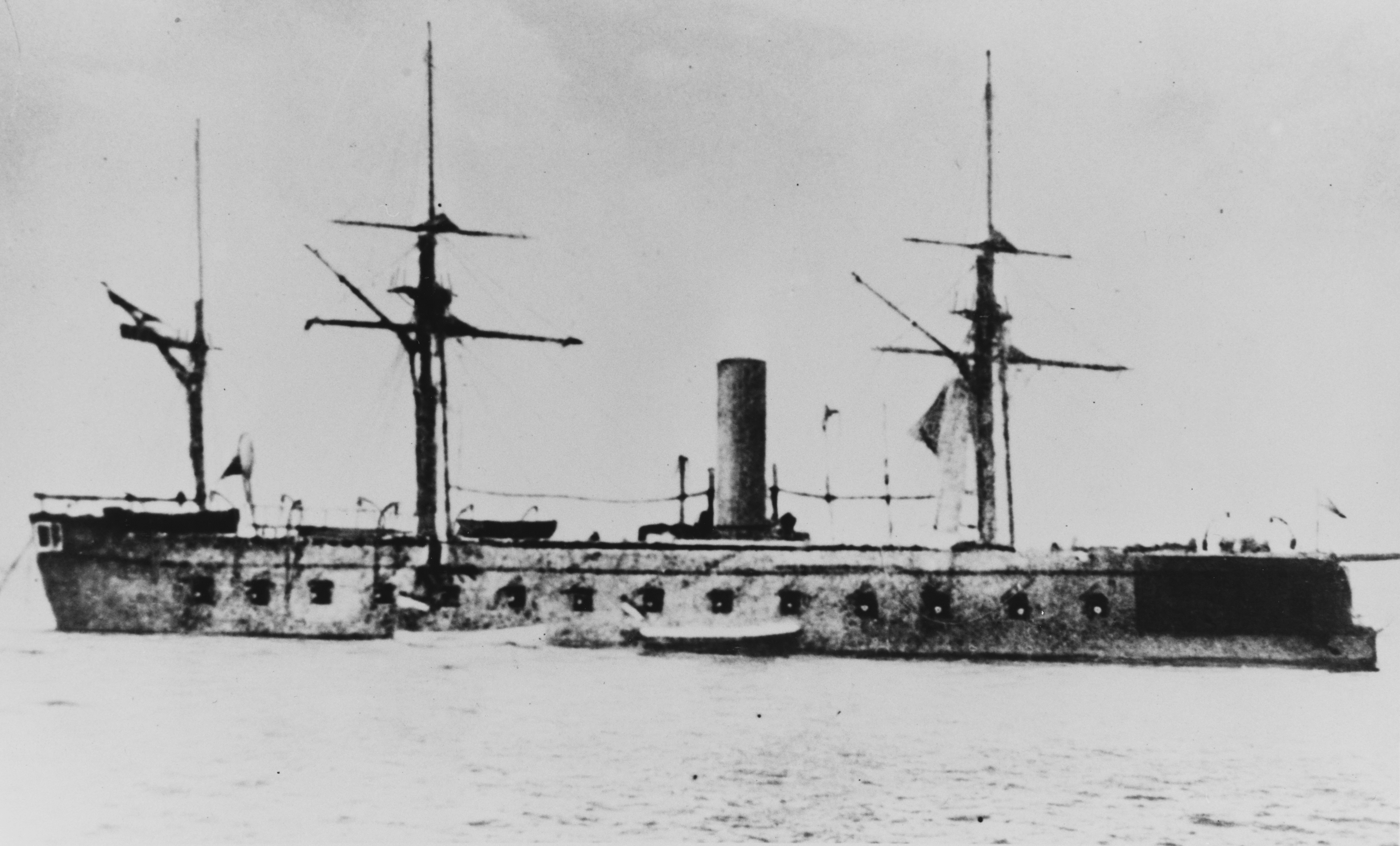
O Prinz Eugen c. 1863–1867

O Don Juan d'Austria foi enviado para o Mar do Norte em 1864 junto com o navio de linha SMS Kaiser e outras duas embarcações durante a Guerra dos Ducados do Elba, mas chegou muito tarde para participar de algum combate. Todos os três participaram da Guerra Austro-Prussiana em 1866, que culminou em julho na Batalha de Lissa. Nesta, os navios enfrentaram ironclads italianos, mas não infligiram danos significativos e também não foram seriamente danificados, pois nenhum dos lados tinha canhões poderosos o bastante para perfurar a blindagem de seu inimigo. As embarcações foram desarmadas e inativadas depois da guerra.
Os ironclads passaram por reformas em 1867 a fim de corrigir algumas de suas deficiências, além de receberem um novo armamento. Entretanto, não voltaram para o serviço ativo ao final desses trabalhos, resultado de orçamentos navais reduzidos devido ao desinteresse da metade húngara da nova Áustria-Hungria, algo que impediu que a frota mantivesse uma política naval ativa. Os navios estavam muito apodrecidos e obsoletos no início da década de 1870, com o contra-almirante barão Friedrich von Pöck, o comandante da Marinha Austro-Húngara, conseguindo dinheiro para uma "reconstrução". Na realidade, Pöck fez com que todos fossem removidos do registro naval em 1873 e desmontados, usando o dinheiro para construir três novos ironclads que ele nomeou com os mesmos nomes dos antigos para esconder o que havia feito. Algumas partes dos navios antigos foram reaproveitadas, incluindo seus motores, placas de blindagem e alguns outros itens com o objetivo de economizar nos custos de construção.